# 布施明
布施明（1947年12月18日—），本名布施晃，日本男歌手及演員。星座射手座，血型A型，豐島實業高等學校（「豐島學院高等學校」的前身）畢業。他的代表著名歌曲是「シクラメンのかほり」（鄧麗君翻唱為你我相伴左右）、「君は薔薇より美しい」、「始まりの君へ」（《幪面超人響鬼》第二開場曲）、「少年よ」（《幪面超人響鬼》結尾曲）等等。此外，他於第56屆NHK紅白歌唱大賽在白組唱「少年よ」的時候，幪面超人響鬼的登場主角響鬼、威吹鬼、轟鬼等等在旁邊客串演出。
2012年，他自立門戶，建立了個人事務所：。
另外，布施明曾在《幪面超人響鬼》的第32及33集做客串演出。

## 外部連結
- （日語） 布施明在Production尾木網頁內所提供的個人資料 （页面存档备份，存于）
- （日語） 布施明在日本環球唱片網頁內所提供的個人資料 （页面存档备份，存于）